# Sciurus richmondi
Sciurus richmondi — вид грызунов семейства беличьих, эндемик Никарагуа, которая, вероятно, является синонимом краснохвостой белки (Sciurus granatensis).

## Таксономия
Впервые вид был научно описан в 1898 году Эдвардом Нельсоном на основе серии образцов, собранных в 1892 году. Образцы были собраны в 1908 и 1910 годах Джоэлом Асафом Алленом. После этого образцы больше не собирались, пока в 1960-х годах не было собрано 53 экземпляра.

## Описание
Вид имеет сильное сходство с Sciurus granatensis ssp. hoffmanni, но меньше по размеру, окрашен менее ярко и имеет более светлые волоски на хвосте. Спина и хвост у него коричневые, хвост испещрён желтоватыми волосками, а брюхо оранжевое.
У самок скулы заметно шире, чем у самцов, но в остальном они морфологически идентичны.

## Распространение и среда обитания
Эндемик Никарагуа. В основном экземпляры были собраны в низменностях на атлантическом побережье, от границы Коста-Рики до Гондураса. Считается, что вид отсутствует на тихоокеанском побережье, хотя экземпляры были собраны неподалеку от него у порогов Торо на реке Рио-Сан-Хуан возле озера Никарагуа.
Ареал обитания — тропические и субтропические сухие широколиственные леса. Экземпляры были собраны на деревьях вдоль ручьев на пастбищах, плантациях какао и во вторичных лесах в 1960-х годах и, возможно, в старовозрастных лесах в 1890-х годах. Встречается в низинах на высоте около 1 000 м над уровнем моря.

## Поведение
Ведёт дневной образ жизни и, вероятно, одиночный вид. Кормится на земле и в подлеске и редко встречается в пологе, чаще на стволе и нижних ветвях. Сезон размножения длится долго, по крайней мере с февраля по сентябрь, помёт состоит в основном из трёх, иногда двух молодых особей, линька может происходить дважды в год.

## Сходные виды
Вид тесно связан с Sciurus granatensis ssp. hoffmanni, который сменяет его только через границу с Коста-Рикой. Генетические исследования показывают, что он, вероятно, является родственным с S. granatensis, что подозревалось большинством исследователей этого вида с момента его первого наименования (например, Нельсон, Аллен, Джонс-младший и Геноуэйс, Копровски и Рот).
Белка Деппе (Sciurus deppei) встречается симпатрично с ним по всему ареалу, хотя и на больших высотах, и имеет сходные размеры и окраску, а также сходное поведение.

## Охранный статус
В 2008 году в последней оценке МСОП таксону был присвоен статус «вида, близкого к уязвимому положению», так как считалось, что известная площадь его обитания составляет около 20 000 км², и эксперты полагали, что популяция может сокращаться.